# Zorzines exiguitata
Zorzines exiguitata là một loài bướm đêm trong họ Noctuidae.